# Teleguide

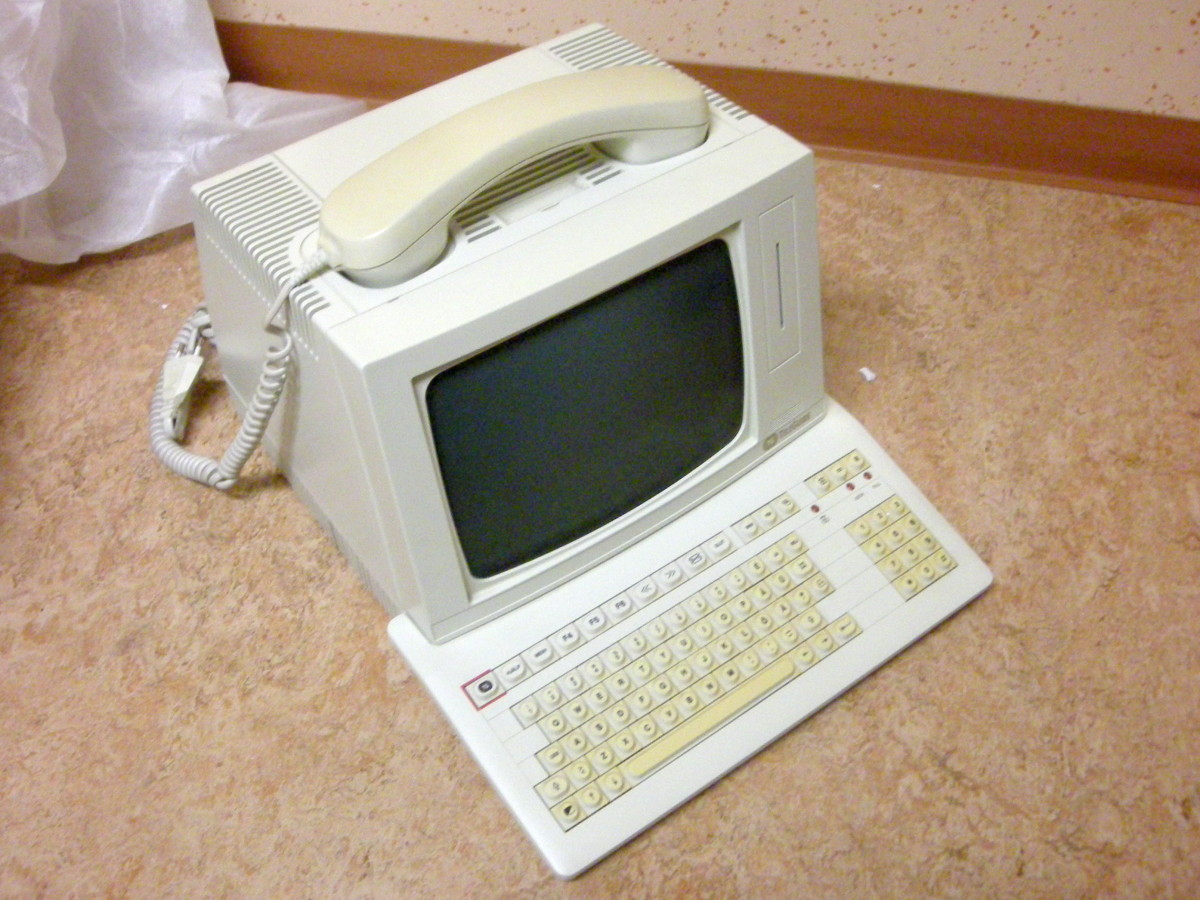
Teleguide-terminal

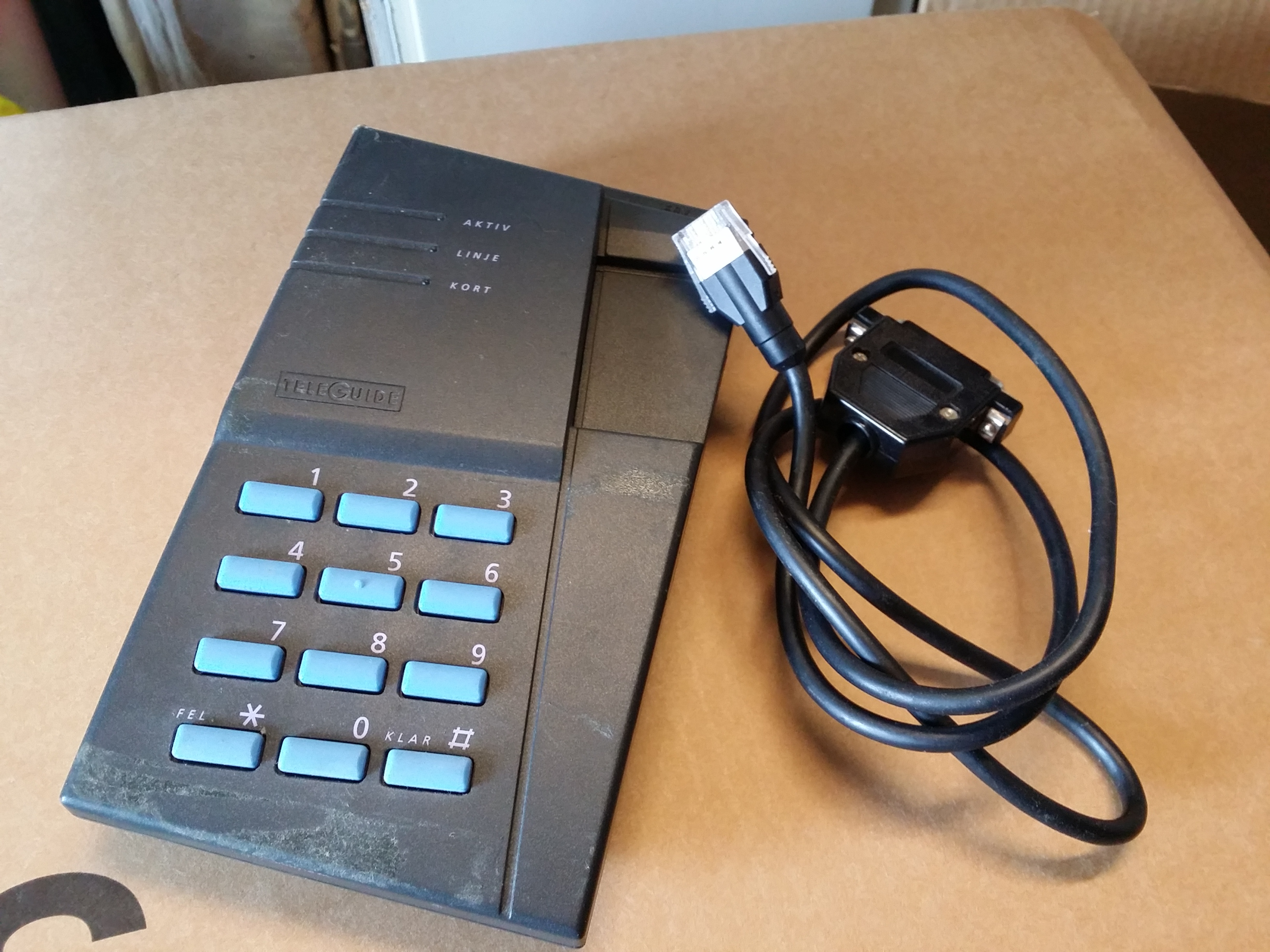
Teleguidemodem/PC-tillsats

Teleguide var ett svenskt datornätverk för privatpersoner, startat av Televerket (nuvarande Telia), IBM och Esselte 1991 – innan privatpersoner hade tillgång till Internet.
Teleguide lades ner 1993 efter cirka 2 miljarder kronor i förluster. Enligt Ny Teknik-reportern Jan Melin berodde nedläggningen på att intresset för ett speciellt system från Televerket var lågt, när Internet började slå igenom på 1990-talet. Tjänsterna från Teleguide kom efter webbläsaren Mosaics lansering 1993 att ersättas av World Wide Web.

## Inspiration och vision
Teleguide var inspirerat av franska Minitel och en förbättring av dåvarande Videotex/Datavision vilket då främst var avsedda för företagskunder. Visionen var en folkterminal att finna i de flesta svenskars hem.

## Historik
Teleguidetjänsten utvecklas i flera år, bland annat genom hundra anslutna hushåll i ett pilotprojekt i Växjö. Tjänsten presenteras för allmänheten genom annonsering i dagspress med början i december 1990. I annonserna refereras till fransmännens Minitelnät och att svenskarna snart inte skall vara sämre, då Televerket tänkte placera ut 50 000 TeleGuide-dataterminaler i svenska hem. Tjänsten lanserades i oktober 1991.
Efter ett halvår hade Teleguide 22 000 abonnenter, vilket var för få för att gå med vinst. Att använda Teleguide kostade 1:50 kronor i minuten, samt en månadskostnad på 25 kronor (som sedan ökade till 75). Projektet avbröts i oktober 1992 då Televerket konstaterat att med aktuellt upplägg så skulle förlusten för Televerket vara direkt proportionell mot antalet distribuerade terminaler/PC-tillsatser. Televerkets generaldirektör Tony Hagström bestämde då att projektet skulle omförhandlas med Esselte och IBM. IBM och Esselte var inte intresserade av att omförhandla varför projektet lades ned. Kostnaden för satsningen uppgick till cirka 2 miljarder kronor för de tre parterna.

## Funktion och tjänster
Teleguide hade specialkonstruerade terminaler med inbyggda modem och ett personligt smartkort för inloggning. Det fanns ett utbud av informationstjänster, exempelvis nyhetstjänster och resebyråer, samt nummerupplysning och enkel e-post. Till exempel kunde användaren beställa taxi, boka tågbiljetter, skicka blommogram och använda banktjänster utan att behöva stå i kö.

## Mottagande
På den tiden ansågs det som mycket speciellt att tre så olika företag överhuvudtaget kunde komma överens om att samarbeta.[källa behövs] Projektet planerades i cirka två år och samarbetet reglerades av ett ramavtal som var kopplat till ett stort antal underavtal som reglerade alla detaljer mellan parterna.
Projektet blev väl mottaget, speciellt telefonkatalogen (Televerket) och speltjänster från Trav och Galopp och cirka 10 000 terminaler distribuerades[källa behövs] främst via telebutikerna samt några tusen PC-tillsatser som även fungerade som datormodem med faxfunktion.

## Exempel på tjänster
- TvSelect - Den första svenska TV-guiden, gjordes av företaget "Digitala Media", Stockholm. Här kunde man söka sina favoritprogram via frisökning, kategorisökning eller vanliga listning.
- Bildelsbasen - En tjänst där du kunde söka begagnade bildelar från Sveriges bildemonteringar.[3]
- Matleverans - Som ett pilotprojekt 1991 installerades ett antal Teleguide på olika Hemtjänstkontor runt om Stockholm samt på Bildhuggarens Livs i Johanneshov som låg på Bildhuggarvägen 7. Då kunde hemtjänstpersonal beställa matvaror "online" för sina kunders räkning. Matvarorna levererades då direkt hem till kunderna. Betalningen kunde ske både kontant och mot faktura. Det här var kanske en av de första onlinebutikerna i Sverige.[källa behövs]